# Strzępkoskórka białokremowa
Strzępkoskórka białokremowa (Conohypha albocremea (Höhn. & Litsch.) Jülich) – gatunek grzybów z rzędu żagwiowców (Polyporales).

## Systematyka i nazewnictwo
Pozycja w klasyfikacji według Index Fungorum: Faerberia, Incertae sedis, Polyporales, Incertae sedis, Agaricomycetes, Agaricomycotina, Basidiomycota, Fungi.
Po raz pierwszy zdiagnozowali go w 1908 r. Franz Xaver Rudolf von Höhnel i Viktor Litschauer, nadając mu nazwę Corticium albocremeum. W 1975 r. WalterJülich przeniósł go do rodzaju Faerberia Synonimy:
- Conohypha albocremea var. angustispora Priyanka & Dhingra 2014
- Corticium albocremeum Höhn. & Litsch. 1908
- Hyphoderma albocremeum (Höhn. & Litsch.) J. Erikss. & Å. Strid, in Eriksson & Ryvarden 1975

Polską nazwę zaproponował Władysław Wojewoda i inni w 2003 r. dla synonimu Hyphoderma albocremeum Jest niespójna z aktualną nazwą naukową.

## Morfologia
Bazydiokarp
Jednoroczny, rozpostarty, luźno przyrośnięty, o szerokości do kilku cm, grubości około 100 µm, rozproszony na kilka płatów. Konsystencja miękko-błoniasta, kontekst jednorodny. Brak ryzomorfów lub pasm strzępek. Powierzchnia hymenium równa, kremowa do ochrowej.
Cechy mikroskopowe
System strzępkowy monomityczny. Strzępki szkliste, ok. 8-19 × 5-11 µm, cienkościenne, odwrotnie stożkowate, ze sprzążkami na wszystkich przegrodach, rozgałęziające się w górnej części komórek, z zawartość jednorodną lub z niewielkimi gutulami i wydłużonymi kryształami między strzępkami. Brak cystyd. Podstawki szkliste, cylindryczne, cienkościenne, gładkie, 23–30 × 5,5–6 µm, ze sprzążkami u podstawy, z niewielkimi gutulami, z czterema szydlastymi sterygmami o wymiarach 5–7 × 0,7–1 µm. Bazydiospory szkliste, szeroko elipsoidalne, cienkościenne, 6,6–8 × 4,6–5,2 µm, z wyraźnym wyrostkiem wnęki, z niewielkimi gutulami, nieamyloidalne, niedekstrynoidalne i niecyjanofilne. Brak konidiów.

## Występowanie i siedlisko
Występuje w Europie Północnej i Środkowej. W Polsce W. Wojewoda w 2003 r. przytoczył 2 stanowiska, w późniejszych latach podano następne. Gatunek rzadki. Na Czerwonej liście roślin i grzybów Polski ma status V – gatunek narażony, który zapewne w najbliższej przyszłości przesunie się do kategorii wymierających, jeśli będą nadal działać czynniki zagrożenia.
Nadrzewny grzyb saprotroficzny. Występuje w lasach, na drewnie i korze leżących na ziemi gałęzi i pni drzew.